# Частина 5: Стрілець
Частина 5: Стрілець — п'ятий епізод американського телевізійного серіалу «Мандалорець». Написана шоуранером серії Джоном Фавро, режисер Брайс Даллас Говард, випущений на «Disney+» 6 грудня 2019 року. Головну роль грає Педро Паскаль — Мандалорець, самотній мисливець за головами, який вирушає на завдання загадкового Клієнта. Українською мовою серія озвучена студією «Стругачка».

## Зміст
У космічному бою Мандалорець перемагає переслідуючого його мисливця за головами, але корабель сильно пошкоджений. Мандо змушений приземлитися в містечку Мос-Ейслі на Татуїні біля ремонтної бази Палі Мотто (де спочатку глядачі познайомилися з Ханом Соло в «Зоряних війнах 1977 року»).
Поселення виглядає дещо інакше, ніж те, яке було в «Новій надії»: шоломи штурмовиків на дрючках прикрашають вулиці. Дроїд порядкує в барі у Мос Ейслі. Пелі Мотто із дроїдами бачить як Дитя виходить з мандалорського корабля й бере його доглянути. У пошуках роботи — для оплати ремонту корабля — в місцевому барі Мандалорцю трапляється Торо Калікан, молодий мисливець на голови, який прагне вступити в Гільдію. Для цього Калікану потрібно знайти неймовірно досвідчену найманку Феннек Шанд. Мандо погоджується допомогти в обмін на всю нагороду Калікана. Мисливці зустрічаються в 35-му ангарі. Шоб пройти територією тусканських рейдерів Мандо віддає їм бінокль Калікана. «Напарники» знаходять ще одного вбитого мисливця. В запалі бою найманка пострілом підірвала один з двох гравіциклів «напарників». Мандалорець підставляється під постріл Феннек бо знає — його броню зброя найманки не прострелить. Калікан в рукопашному бою програє найманці. Тим часом Мандо бере Феннек на приціл.
Мандо вирушає на пошуки рососпинника для транспортування полоненої, а Калікан залишається стежити за Шанд. Найманка розповідає Торо, що Мандалорець зрадив Гільдію і просить звільнити її в обмін на допомогу в захопленні Мандо. На мить найманці здається, що Калікан погодився, однак той стріляє в полонянку і несеться на мотобайку прямо до майстерні, де захоплює Мотто і Малюка.
Мандо верхи на знайденому рососпиннику повертається до місця полону Шанд і бачить її труп. Після цього Мандо прибуває до ремонтної бази Палі Мотто. Використовуючи світлову гранату у себе за головою, він дезорієнтує Торо Калікана і вбиває його. Мандо віддає всі гроші Калікана Палі Мотто в рахунок оплати ремонту і відлітає разом із Малюком з Татуїна.
Після відльоту Мандалорця хтось в плащі оглядає тіло Шанд на місці її загибелі.

## Сприйняття
Станом на січень 2021 року на «Internet Movie Database» серія отримала 7,6 бала з можливих 10 при 18950 голосах. На Rotten Tomatoes епізод отримав 74 % схвалення 27 оглядачів. Оглядачі так резюмували: «„Стрілець“ має запал і ностальгію, але залишилось лише три епізоди, і відсутність у Мандалорця швидкості руху починає відчуватися як рух по колу».
В огляді «Disney+» серія отримала рейтинг 3,5 зірки з 5. Резюме оглядача звучало так: «Це проста історія, але, сподіваємось, вона встановлює щось для наступного епізоду, чого, здається, бракує цій серії. Оскільки ви можете пропустити цей епізод, і я не впевнений, що це мало б значення у великій схемі речей. Тим не менше мені все ще дуже подобалося, але я сподівався на більше».
Оглядачка «Den of Geek» Меган Кроуз у відгуку написала таке: «шоу найкраще, коли воно має ядро емоційної безперервності, чого не вистачає цьому епізоду. Якщо виміряти Мандалорця щодо нього самого, „Стрілець“ потрапляє десь посередині».
Оглядач «The Escapist»: «Я насолоджувався моїм часом із „Стрільцем“. Це не величезний стрибок для серіалу з минулого тижня, але якщо шоу буде трохи крутити колесами, тоді вони могли б також трохи розважитися ним і пограти з усіма найкрутішими іграшками в пісочниці».

## Знімались
- Педро Паскаль — Мандалорець
- Емі Седаріс — Пелі Мотто
- Джейк Каннавале — Торо Калікан
- Мінг-На Вен — Феннек Щанд
- Трой Коцур — тусканський рейдер
- Стівен Блум — оператор космопорту
- Марк Гемілл — EV-9D9